# المرحلة الأساسية الرابعة
المرحلة الأساسية الرابعة ، هو المصطلح القانوني للعامين في التعليم المدرسي الذي يشمل (إختبارات الشهادة العاملة للتعليم الثانوي GCSEs)، وإختبارات أخرى في المدارس النظامية في إنجلترا عادة تكون في العامين الدراسيين العاشر والحادي عشر، عندما يبلغ الطلاب العمر بين 14 و 15 بحلول 31 من شهر أغسطس. (في بعض المدارس، وتبدأ المرحلة الأساسية الرابعة في العام الدراسي التاسع).
التعريف القانوني
عرّف قانون التعليم هذا المصطلح 2002  على أنه «تبدأ الفترة في بداية العام الدراسي حيث أن غالبة الطلاب في صفه بلغوا 15 من عمرهم وتنتهي بنفس وقت إنتهاء العام الدراسي حيث تكون غالبية الطلاب في أنهوا صفه ليكون ضمن سن التعليم الإلزامي».
و حيث أن القانون، في نهاية التعليم الإلزامي في إنجلترا إمتد ليشمل البالغين أكثر من 16 من العمر، لكن التعليم الإلزامي لمن هم أكبر من 16 عامًا لا يعد ضمن المرحلة الأساسية الرابعة.  
إنجلترا وويلز
الهدف
يستخدم هذا المصطلح للتعريف بمجموعة من الطلاب اللذين يتوجب عليهم إتباع برامج الدراسة ذات الصلة من المنهاج الوطني. ويجب على الطلاب في هذه المرحلة إتباع برنامج تعليمي في المجالات التالية:
الإنجليزية
علم الرياضيات
علوم
تكنولوجيا التواصل والمعلومات (فقط في إنجلترا)
التربية البدنية
المواطنة
التعليم المهني
التعليم الديني
التعلم المتعلق بالعمل
ويلش (ويلش فقط)
بالإضافة إلى، وجود واجب قانوني في المدارس لتقديم برنامج إختياري لتعليم الطلاب في هذه المرحلة الرابعة في كل من المجالات التالية:
الفنون
التكنولوجيا والتصميم
الإنسانيات والرعاية الصحية
اللغات الأجنبية الحديثة
و في نهاية هذه المرحلة، الطلاب الذين تتراوح أعمارهم بين 15 و 16 إعتمادًا على تاريخ ميلادهم -في السنة الدراسية 11- يخضعون عادًة لمجموعة إختبارات مستوى. وغالبًا ما تكون (إختبارات الشهادة العاملة للتعليم الثانوي GCSEs) بالرغم من نمو مستوى المؤهلات الأخرى بشكل رائج، بما في ذلك المؤهلات المهنية الوطنية NVQ .و تعقد إحدى لجان الإختبارات هذه الإختبارات، وتنشر النتائج في هذا العمر كجزء من إدارة شؤون الأطفال والمدارس وجدول الأداء للعائلات.
أيرلندا الشمالية
التعريف القانوني
يُعرف هذا المصطلح في السياق التعليمي على أنه (أيرلندا الشمالية) بموجب قانون 2006 على أنه «تبدأ الفترة في بداية العام الدراسي التالي بعد نهاية المرحلة الدراسية الثالثة وتنتهي بنفس وقت إنهاءه فترة تعليم المدرسة الإلزامي». ولا سيما أن، مراحل التعليم الأساسية السابقة تستمر بمجموع عشر أعوام من بداية التعليم الإلزامي.
الهدف
يستخدم هذا المصطلح للتعريف بمجموعة من الطلاب اللذين يتوجب عليهم إتباع برامج الدراسة ذات الصلة من المنهاج الوطني. ويجب على كل الطلاب في هذه المرحلة إتباع برنامج تعليمي في المجالات التسع لتعلم المناهج، وبعضها يتضمن فروع مواضيع معيّنة:
اللغة والإلمام بالقراءة والكتابة
الرياضيات وتعليم الحساب
اللغات المعاصرة
الفنون
البيئة والمجتمع
العلوم والتكنولوجيا
التعلم للحياة والعمل
إمكانية التوظيف
المواطنة المحلية والعالمية
التطور الشخصي
التعليم البدني
التعليم الديني